# Andard
Andard è un ex comune francese di 2 552 abitanti situato nel dipartimento del Maine e Loira nella regione dei Paesi della Loira. Dal 1º gennaio 2016 è stato fuso con i comuni di Bauné, La Bohalle, Brain-sur-l'Authion, Corné, La Daguenière e Saint-Mathurin-sur-Loire per formare il nuovo comune di Loire-Authion.

## Società

### Evoluzione demografica
Abitanti censiti